# WiMAX
WiMAX (Worldwide Interoperability for Microwave Access) е телекомуникационна технология, разработена да предоставя безжична свързаност на големи разстояния за различни устройства (от работни станции и портативни компютри до мобилни телефони). Технологията е базирана на стандарта за пренос на данни IEEE 802.16. Името „WiMAX“ е въведено от организацията WiMAX Forum, създадена през юни 2001 специално, за да приведе стандарта в съответствие и оперативна съвместимост. Технологията представлява безжичен широколентова достъп, която осигурява високоскоростна връзка. Този вид технология използва радиосигнали за да изпраща и получава данни от потребителите директно. Други безжични технологии като Wi-Fi, 3G, UWB и самата WiMAX работят заедно за да отговарят на изискванията на потребителите.WiMAX е технология за безжичен широколентов достъп, базирана на интернет протокол и нейната производителност е еквивалентна на Wi-Fi мрежи/802.11 по покритието и качеството на услугата на клетъчните мрежи. Пълното име на WiMAX е „Световна оперативна съвместимост за микровълнов достъп“. Безжична цифрова комуникационна система като WiMAX се нарича още IEEE 802.16, която е предназначена за безжични MAN.

Стандартът IEEE 802.16 предвижда обхват на действие до 24 км (15 мили) при равнинен терен и дава възможност за свързаност на потребители без пряка видимост от базовата станция. Технологията също предоставя възможност за споделени скорости на връзка до 70 MBit/s, което е достатъчна ширина на лентата за едновременна поддръжка на повече от 60 бизнес клиента с Т1 тип свързаност и още над хиляда домашни потребители при аналогична на 1 MBit/s DSL тип свързаност.

## Възможности и приложение
WiMAX може да бъде използвана в техническо решение за безжична градска или друга териториална мрежа, за да свързва Wi-Fi (IEEE 802.11) горещи точки (hotspots) с Интернет или да предоставя безжична алтернатива на кабел и DSL за широколентов достъп от „последната миля“ (крайни клиенти).
WiMAX e създадена да даде възможност за широколентово предоставяне на услуги като VoIP, видео и достъп до Интернет едновременно. Интересен е също така и потенциалът за оперативна съвместимост на WiMAX с клетъчни мрежи. Антените на WiMAX са с много изходи и входове (MIMO) и могат да споделят трафика на клетка, без да компрометират клетъчните масиви от данни. Няколко клетъчни компании оценяват WiMAX като средство, използващо увеличена ширина на лентата за различни приложения от данни. Имайки предвид такива възможни приложения, технологията може да служи като BACKHAUL за клетъчен телефонен трафик и Интернет от базови станции в отдалечени зони към физически BACKBONE за данни.
Приложенията на широколентовите технологии WiMAX са фокусирани главно върху безжичния MAN въз основа на силните страни и характеристики
Може да се използва като допълнение към технологиите за кабелен широколентов достъп за подобряване на гъвкавостта и покритието на широколентовия достъп. Като алтернатива, тя се счита за безжична технология MAN чрез Wi-Fi. Двете технологии поотделно обслужват LAN & MAN, които са една срещу друга.
WiMAX мрежата е в състояние доставчиците да организират нов широколентов достъп. Понастоящем тези приложения са най-ефективни и осигуряват широка клиентска база, когато включват характеристика на мобилността към тези услуги.
WiMAX внася нов елемент в днешната мобилна общност и най-важните приложения на тази технология включват потребителска свързаност, бизнес и обратна връзка.
Използвайки тази технология, клиентът може да организира моментни комуникационни услуги, както и да ускори своята мрежа за подпомагане на ситуации и събития.
Тази технология ви позволява да получите моментен достъп до посетители, служители и медии
Основната сила на WiMAX технологията е сигурността, висококачествените услуги, високата честотна лента, внедряването и т.н.

## Стандарти на WiMAX
Различните IEEE стандарти на/зa WiMAX са предоставени отдолу:

### 802.16-2001
Това е първата версия на IEEE стандартът, одобрен през 2001 г.

### 802.16а – 802.16c
След версията 802.16.2001, версиите като 802.16а-802.16с биват одобрени, като те са прости промени на горната версия. 

### 802.16-2004
Това е сегашната версия на IEEE стандартът и е одобрен през юни 2004 г., правейки предишните версии от 802.16-2001 до нейните подобрения 802.16а-802.16с изостанали.’

### 802.16-2005 (802.16e)
Главното предназначение на IEEE стандартните адреси 802.16-2004 е да оправят системи. Разработва се и регулиране, на което целта е да включи и мобилност към стандарта. Тази регулация е включена в новите стандарти като IEEE 802.16-2005, който е одобрен през декември 2005 г. и официално е наречен 802.16е

## WiMAX архитектурата
WiMAX архитектурата е комбинирана мрежова архитектура, която поддържа фиксирани и мобилни операции. Тази архитектура зависи от всички модели на интернет протоколите. Тази архитектура включва три основни елемента като отдалечени станции или мобилни станции, ASN (мрежа за услуги за достъп) и CSN (мрежа за услуги за свързване) и др. като например:

### Remote Stations/Mobile Stations
Тези станции са потребителски апарати като мобилни устройства, които могат да бъдат поставени в рамките на местоположението на потребителя.

### ASN (Access Service Network)
Мрежата за услуги за достъп в района на WiMAX мрежата  формира съответно мрежата за радиодостъп на границата. Тази мрежа включва един или няколко шлюза и базови станции.

### CSN (Connectivity Service Network)
Мрежата за услуги за свързване е един от основните елементи на мрежата WiMAX, който осигурява свързаност по интернет протокол и всички функции на основната мрежа по TCP/IP.
Мрежата WiMAX включва различни структури, които включват следното.

### SS (Subscriber Station) or MS (Mobile Station)
Абонатната станция или SS често е известна като CPE или Customer Premises Equipment, която използва различни форми като вътрешна  или външна CPE. Вътрешното оборудване за помещенията на клиента може да бъде поставено от оператора. Те често се предлагат под формата на ключ, който се използва за лаптоп и различни приложения. Външното оборудване за помещенията на клиента осигурява добра производителност.

### Base Station or BS
За WiMAX мрежата базовата станция или BS формира важен елемент за осигуряване на ефирен интерфейс за мобилни станции и абоната. Базовата станция е отговорна за допълнителната функционалност на функциите за управление на микромобилността като установяване на тунела, задействане на прехвърляне, прилагане на политиката на QoS, управление на радиоресурси, класификация на трафика, прокси на Dynamic Host Control Protocol (DHCP), управление на група за мултикаст, управление на сесии и управление на ключове.

### ASN-GW/ASN Gateway
В мрежовата архитектура на WiMAX шлюзът на мрежата за услуги за достъп обикновено работи като точка за агрегиране на трафика на ниво 2 в цялата мрежа. Тази мрежа осигурява допълнителни функции като пейджинг, управление на местоположението в рамките на ASN, контрол на допускането, управление на радиоресурсите, ключове за криптиране и кеширане на абонатни профили. Тази мрежа може също така да включва управление на тунела за мобилност чрез базови станции, създаване на клиентска функционалност на AAA, прилагане на политики, QoS, маршрутизиране към избраната CSN и функционалност на чуждестранен агент за мобилен IP.

## Разлика между WIFI и WIMAX
Сравнения и объркване между WiMAX и Wi-Fi са чести, защото и двете са свързани с безжична свързаност и достъп до Интернет.                                           
Wifi не гарантира QoS или качество на услугата.                                                                                   Гаранции за WiMax QoS (качество на услугата)
WiFi се използва за приложения в локални мрежи (LAN).                                                                        WiMAX се използва предимно за приложения в метрополни мрежи (MAN).                                                                              
Wifi има обхват от максимум 100 метра.                                                                                                  Мрежовият обхват на WiMax е максимум 90 км.
Скоростта на предаване на данни чрез WiFi е до 54 Mbps.                                                                 Скоростта на предаване на данни при WiMAX е до 70mbps.
Обхватът на разстоянието на WiFi е малък.                                                                                               Обхватът на разстоянието при WiMAX е голям.
WiFi работи с радиовълни за безжично осъществяване на високоскоростен интернет и мрежови връзки.                          WiMAX работи с радиочестотния спектър.
Wifi използва стандарта IEEE 802.11x.                                                                                                                                       WiMax използва стандарта IEEE 802.16y.
Честотният обхват на WiFi е 2,4 GHz и 5 GHz.                                                                                                                         Честотният диапазон на WiMAX е от 2,3 до 2,4 GHz, от 2,5 до 2,7 GHz.                                                                                                                                                                                                                                                                                                                                                                                                                                                                                                      

## WIMAX - Сигурност
Системите WiMAX са проектирани от самото начало с оглед на надеждната сигурност. Стандартът включва най-съвременни методи за гарантиране на поверителността на потребителските данни и предотвратяване на неоторизиран достъп с допълнителна оптимизация на протоколите за мобилност.
Ключовите аспекти на сигурността на WiMAX са следните.
Подкрепа за поверителността
Потребителските данни се криптират, като се използват криптографски схеми с доказана надеждност, за да се осигури поверителност. Поддържат се AES (Advanced Encryption Standard) и 3DES (Triple Data Encryption Standard).
128-битовият или 256-битовият ключ, използван за извеждане на шифъра, се генерира по време на фазата на удостоверяване и периодично се обновява за допълнителна защита.

### Device/user Authentication
WiMAX предоставя гъвкави средства за удостоверяване на абонатни станции и потребители, за да се предотврати неоторизирано използване. Рамката за удостоверяване се основава на EAP на Internet Engineering Task Force (IETF), която поддържа различни удостоверения, като потребителско име/парола, цифрови сертификати и смарт карти.
Крайните устройства WiMAX се доставят с вградени цифрови сертификати X.509, които съдържат техния публичен ключ и MAC адрес. WiMAX операторите могат да използват сертификатите за удостоверяване на устройството и да използват потребителско име/парола или удостоверяване със смарт карта в допълнение към тях за удостоверяване на потребителя.

### Flexible Key-management Protocol
The Privacy and Key Management Protocol Version 2 (PKMv2) се използва за сигурно прехвърляне на ключовия материал от базовата станция към мобилната станция, като периодично се преоторизират и опресняват ключовете.

### Protection of Control Messages
Целостта на съобщенията за контрол по въздуха е защитена чрез използване на схеми за преобразуване на съобщения, като например CMAC, базирана на AES, или HMAC, базирана на MD5.

### Support for Fast Handover
За да поддържа бързи предавания, WiMAX позволява на MS да използва предварително удостоверяване с определена целева BS, за да улесни ускореното повторно влизане.
Поддържа се тристранна схема за ръкостискане, за да се оптимизират механизмите за повторно удостоверяване за поддържане на бързи предавания, като същевременно се предотвратяват всякакви атаки на човек в средата.

## Развитие
За кратко време са били налични WiMAX-съвместими мобилни телефони от HTC или Samsung. Други телефони и таблети са обявени от различни производители като Blackberry, Motorola и HTC за 2011 г., но не са пуснати на пазара. Налични са USB модеми и CPE.
В България лиценз за разпространение на WiMAX услуги имат Некском България, Макс Телеком, Мобилтел ЕАД, Транс Телеком и Кериър БГ.
В крайна сметка бизнесът замира, след като последователно фалират „Транс телеком“ (2011 г.) и „Некском“ (2012 г.) , а през 2017 и Макс Телеком преустановява дейността си.
През април 2014 г. е обявено, че най-голямата WiMAX мрежа в САЩ ще бъде изключена от нейния оператор Sprint в полза на LTE технологията до края на 2015 г.  Sprint придобива мрежата от Clearwire през 2013 г. През 2014 г. достига до около 17 000 предавателни станции. 
През май 2014 г. мнозинството от членовете, активни в работната група IEEE 802.11, гласуват в полза на разпускането на съответната работна група IEEE 802.16. Като причина се посочва липсата на пазарен успех на стандарта IEEE 802.16, на който се основава WiMAX. Изискванията на стандарта за радиус на действие до 24 км при равнинен терен и възможност за свързаност на потребители без пряка видимост от базовата станция се оказват несъвместими с възможностите за разпространение на използваните микровълни – до границите на пряка видимост, които удовлетворяват стандарта само в ограничени и слабонаселени области – в море, океан, пустиня, незалесена или незастроена голяма равнина. Очевидно е, че с използването на микровълни технологията WiMAX не може да покрие изискванията на стандарта, на който се основава, оказва се непригодна за масова употреба при нарасналите изисквания за повече потребители и по-високи скорости и не оцелява. 